# موشه کاپلینسکی
موشه کاپلینسکی (انگلیسی: Moshe Kaplinsky؛ زادهٔ ۲۰ ژانویهٔ ۱۹۵۷) سرلشکر بازنشسته نیروهای دفاعی اسرائیل است، که در فاصله سال‌های ۲۰۰۵ تا ۲۰۰۷ به‌عنوان جانشین رئیس ستاد کل نیروهای دفاعی اسرائیل فعالیت می‌کرد.
کاپلینسکی دانش‌آموخته کارشناسی اقتصاد از دانشگاه برایلان و کارشناسی ارشد مدیریت از دانشگاه تل‌آویو است، همچنین آموزش‌دیده دوره پیشرفته پیاده‌نظام نیروی زمینی آمریکا در فورت بنینگ می‌باشد.
او فعالیت نظامی را از سال ۱۹۷۶ در نیروی زمینی اسرائیل آغاز کرد، در فاصله سال‌های ۱۹۹۳ تا ۱۹۹۷ فرماندهی تیپ ۱ گولانی را برعهده داشت، از ۱۹۹۹ تا ۲۰۰۱ به‌عنوان فرمانده لشکر ۹۱ گالیل فعالیت می‌کرد، از ۲۰۰۱ تا ۲۰۰۲ منشی نظامی نخست‌وزیر اسرائیل بود و در فاصله سال‌های ۲۰۰۲ تا ۲۰۰۵ فرماندهی مرکزی اسرائیل را برعهده داشت.